# Чемич, Николай Дмитриевич
Николай Дмитриевич Чемич(род.16 июля 1957, с. Демковцы Чемеровецкого района Хмельницкой области) — украинский ученый, врач-инфекционист, доктор медицинских наук, профессор, заведующий кафедры инфекционных болезней с эпидемиологию Сумского государственного университета МОН Украины.

## Биография
Чемич Николай Дмитриевич родился 16 июля 1957 года в селе Демковцы Чемеровецкого района Хмельницкой области.
В 1972—1976 годах учился в Каменец-Подольском медицинском училище, после чего поступил в Тернопольского государственного медицинского института, который окончил в 1984 году.
В 1984—1986 годах — клиническая ординатура при кафедре инфекционных болезней ТДМИ.
В 1986—1989 годах — аспирантура при кафедре инфекционных болезней ТДМИ.
1989—1994 годы — ассистент кафедры инфекционных болезней ТДМИ.
1994—2002 годы — доцент кафедры инфекционных болезней Сумского ДУ.
В 1995—2008 годах — заместитель директора по лечебной работе и последипломного образования медицинского института Сумского ДУ.
С 2002 года — заведующий кафедрой инфекционных болезней с эпидемиологию Сумгу. Член Ученого совета Сумского ДУ.

## Общественная деятельность
Николай Дмитриевич с 2003 г. — председатель Сумского областного научно-медицинского общества инфекционистов, с 2010 г. — председатель Общественной организации «Ассоциация инфекционистов Сумщины». Заместитель президента Общественной организации «Всеукраинская ассоциация инфекционистов». Член Европейского общества химиотерапии инфекционных болезней (1996), Евро-Азиатского общества по инфекционным болезням (2010), Коллегии при УОЗ Сумской облгосадминистрации (2010). Работает в редакционных советах научных изданий «Журнал клинических и экспериментальных медицинских исследований (или JC&EMR)», серия Медицина, м. Суммы; «Инфекционные болезни», м. Тернополь.

## Профессиональная деятельность
Николай Дмитриевич врач-инфекционист высшая категория|высшей категории принимал участие в локализации эпидемических вспышек дифтерии (более 600 больных), шигельозив (г. Шостка — 1000 человек, Лебедин — 200, Ахтырка — 100), энтеровирусной инфекции (130 человек), микоплазмоза (250 человек), пандемического гриппа (более 1000 человек), как в Украине, так и за ее пределами (Таджикистан, 1988 г.). Был инициатором и непосредственно разрабатывал, а сейчас продолжает внедрять областную программу «Антигепатит». Постоянно организует областные и Всеукраинские научно-практические конференции, посвященные проблемам инфектологии.
В 1990 году защитил кандидатскую диссертацию «Клинико-патогенетическая оценка и коррекция нарушений кровотока слизистой оболочки желудка и его функций при пищевых токсикоинфекциях» под руководством Н. А. Андрейчина.
В 2006 году защитил докторскую диссертацию «Клинико-эпидемиологические и патогенетические особенности шигельозу, оптимизация лечебных мероприятий» за консультативной помощью М. Андрейчина.
Ученые звания:
- доцент (26.02.1998 г.)
- профессор (21.06.2007 г.)

Чемич Н. Д. за годы научной деятельности опубликовал более 370 трудов и статей, получил 4 патента и авторских свидетельства.
Основное направление научной работы — применение новых методов диагностики, немедикаментозных и химиотерапевтических методов лечения распространенных инфекций в условиях Северо-Восточного региона Украины.
М. Д. Чемич принимал участие в ряде международных клинических испытаниях:
- по протоколу BCX1812-301. «Многоцентровое, рандомизированное, двойное слепое, контролируемое исследование фазы 3 для оценки эффективности и безопасности перамівіру у взрослых людей с гриппом в тяжелой форме»;
- по протоколу TMC125-TiDP02-IFD3002. «Открытое исследование для оценки безопасности, переносимости и фармакокинетики применения препарата этравирин в комбинации с другими антиретровирусными препаратами у пациентов, инфицированных ВИЧ-1, которые получали антиретровирусное лечение».

Основные научные труды:
- Chemych M. Infectious diseases classification, diagnostic, schemes and treatment: study aid / M. Chemych, M. Andreychyn, N. Il’yina, V. Zakhlebayeva, I. Trotska // Sumy, Sumy State University, 2011. — 270 p.
- Чемич Н. Д. Описторхоз в Украине: эпидемиологические и клинические особенности / Н. Д. Чемич, В. В. Захлебаева, Н. Ы. Ільина, А. В. Кочетков // Журнал инфектологии. — 2011. — Т.3, № 2 — С. 56-62
- Чемич Н. Д. Современные тенденции эпидемического процесса ВИЧ-инфекции на Сумщине / М. Д. Чемич, А. И. Поддубная // Профилактическая медицина. — 2011. — № 2 (14). — С. 49-53.
- Чемич Н. Д. Современные проблемы лейшманиоза / Н. Д. Чемич, Н. И. Ильина // Инфекционные болезни. — 2011. — № 1. — С. 5-12.
- Чемич Н. Д. Инфекционные болезни: классификация, схемы диагностики и лечения: учебное пособие / М. Д. Чемич, Н. И. Ильина, В. В. Захлєбаєва, И. А. Троцкая // Сумы: Сумский государственный университет, 2010. — 271 с.
- Чемич Н. Д. Современная клинико-эпидемиологическая характеристика описторхоза на Сумщине / М. Д. Чемич, Н. И. Ильина, В. В. Захлєбаєва // Инфекционные болезни. — № 4. — 2010. — С. 41-46.
- Чемич Н. Д. Острые кишечные инфекции, вызванные условно-патогенными микроорганизмами: перспективы исследований / Н. Д. Чемич, К. С. Полов’ян // Современные инфекции. − № 2.- 2010. − С. 91-99.
- Чемич Н. Д. Противовирусная терапия хронического вирусного гепатита С — эффективность и безопасность / Н. Д. Чемич, С. А. Грищенко // Вестник Сумгу. — № 2. — 2010. — С. 196—204.
- Чемич Н. Д. Влияние озонированного физиологического раствора натрия хлорида на течение вирусных гепатитов В и С / Н. Д. Чемич, И. М. Кривогуз, В. В. Захлєбаєва // Современные инфекции. — 2009. — № 1. — С. 65-70.
- [./Ftp://lib.sumdu.edu.ua/rio/2008/m2024.doc (недоступная+ссылка) Чемич Н. Д. Методические рекомендации по диагностике, лечению и профилактике вирусных гепатитов / Н. Д. Чемич, А. А. Сницар, Н. И. Ильина и др.// — Сумы: Изд-во Сумгу, 2008. — 58 сек.]Чемич Н. Д. Желтухи: диагностика, дифференциальная диагностика: учебное пособие / М. Д. Чемич, Н. И. Ильина, А. А. Сницар, Т. П. Бинда // Сумы: Изд-во Сумгу, 2005—282 с.
- [./Ftp://lib.sumdu.edu.ua/Nashiskanimetodichek/1742.pdf (недоступная+ссылка) Чемич Н. Д. Методические рекомендации «Шигеллез: клиника, диагностика и лечение»/ М. Д. Чемич, Н. А. Андрейчин// — Сумы: Изд-во Сумгу, 2005. — 30 сек.]
- [./Ftp://lib.sumdu.edu.ua/rio/2004/m665.pdf (недоступная+ссылка) Чемич Н. Д. TORCH-инфекции: клиника, диагностика, лечение: учебное пособие / М. Д. Чемич, Н. И. Ильина, Т. П. Бинда, И. А. Троцкая // Сумы: Изд-во Сумгу, 2004. — 67 с.]

## Награды
- Грамота Ассоциации инфекционистов Украины (1998, 2003, 2006 годы)
- Памятная медаль Ассоциации инфекционистов Украины Агапита Печерского «За вклад в борьбу с инфекционными болезнями» (2010 год)
- Грамота МЗ Украины (2003, 2007)
- Грамота МОНМС Украины (2010, 2011)
- Серебряная медаль ВДНХ (1989)